# جيرار كارون
جيرار كارون هو عازف الأرغن وعازف بيانو كندي، ولد في 2 أبريل 1916، وتوفي في 19 يناير 1986.

## وصلات خارجية
- جيرار كارون على موقع ميوزك برينز (الإنجليزية)